# El Grúfalo
El Grufalo es una remake del cuento antiguo llamado El poderoso ericito escrito en húngaro en 1972. La autora se este libro se ha sustituido la figura del oso al Grufalo en el paseo que se dan en el bosque el erizo y el oso. El erizo también lo sustituyó a por un ratoncito, igual que los animales que se ha hecho con el resto de los animales del bosque a los que visitan en el recorrido para presentar porque el erizo es el más poderoso en el bosque. Me parece indignate que no haga referencia al original obra al que ha cogido la idea. El Grúfalo o El Grufaló (título original en inglés: The Gruffalo) es un libro infantil escrito por Julia Donaldson e ilustrado por Axel Scheffler. Cuenta la historia de un ratón, protagonista del libro, que da un paseo por el bosque. El libro ha vendido más de 13 millones de copias, ha ganado varios premios de literatura infantil, y ha inspirado las obras en West End y Broadway. Incluso consiguió la nominación a un premio Óscar por su película animada.
El Grúfalo fue inicialmente publicado en 1999 en el Reino Unido por Macmillan Children's Book . Contando con 32 páginas en formato tapa dura, seis meses más tarde se lanzó también en tapa blanda y, posteriormente, también en minilibro de tipo cartón. Fue escrito para lectores de 3 a 7 años de edad, y tiene unas 700 palabras de extensión. Está escrito en pareados, presentando versos repetitivos con varianza menor.

## Argumento
La historia transcurre a partir del paseo de un ratón a través del bosque, desdoblada en dos fases. En ambas, el ratón utiliza trucos ingeniosos para eludir el peligro. En su camino, el astuto roedor encuentra varios animales peligrosos (un zorro, un búho, y una serpiente). Cada uno de estos animales, claramente pretendiendo comerse al ratón, le invitan a sus respectivas casas para comer juntos. El ratón declina cada oferta. Para evitar mayores problemas, dice a cada animal que tiene planes para cenar con su amigo, un "grúfalo", una criatura monstruosa cuya comida favorita resulta ser el respectivo animal que amenaza su seguridad en ese momento, y describe las características del grúfalo con una anatomía monstruosa. Aterrado de que el grúfalo se lo pueda comer, cada animal huye. Sabiendo que el grúfalo era una invención, el ratón reacciona así:
¡Qué zorro/búho/serpiente más tonto!
¡no sabe que los grúfalos no existen!
Después de conseguir librarse del último animal, el ratón se impresiona al encontrarse un  grúfalo real – con todo las terribles características que el ratón creyó haberse inventado. El grúfalo acecha para comerse al ratón, pero otra vez el ratón jugó con su astucia: Le dice al grúfalo que él es animal más terrorífico del bosque. Riendo, el grúfalo acuerda seguir al ratón para que demostrase cómo de temido era. Paseando ambos a través del bosque, se encontraron uno a uno a los animales que anteriormente amenazaron al ratón. Cada uno de ellos se aterró al ver a la pareja y salió corriendo - y cada vez el grúfalo  quedaba más y más impresionado con la ruda apariencia del ratón. Aprovechandose de esto, el ratón fingió querer comerse al grúfalo, el cual también huyó.
La historia está basada en un cuento tradicional chino de un zorro que toma prestado el terror de un tigre. Donaldson era incapaz de pensar en palabras que rimaran con tiger (tigre) por lo que inventó una palabra que rimará con know (saber), Gruffalo.

## Reconocimiento
The Gruffalo ganó el premio de oro del Nestlé Smarties Book Prize (en la categoría de 0–5 años) de 1999 . Fue el libro ilustrado más vendido del Reino Unido en el año 2000, ganó el premio 2000 Nottingham/Experian Children's Book y el premio al mejor libro para leer en voz alta Blue Peter. La versión de audio ganó el premio de Best Children's Audio en los Spoken Book Awards.  En noviembre de 2009 el libro se votó como el "mejor cuento para ir a la cama" por los oyentes de la BBC Radio 2. En una 2010 encuesta por de UK Charity Booktime, el libro quedó el primero en una lista de libros favoritos de niños.

## Traducciones
El Grúfalo ha vendido más de 13 millones de copias en 59 ediciones en todo el mundo. Las traducciones incluyen:
- Afrikáans (DieGoorgomgaai)
- Alemán (Der Grüffelo)
- Alemán bajo (De Grüffelo)
- Breton (Ar Groufalo)
- Búlgaro (Gruzulak)
- Catalán (El Grúfal)
- Checo (Gruffalo)
- Chino (tradicional: 咕嚕牛, simplificado: 咕噜牛, pinyin: Gūlūniú)
- Croata (Grubzon)
- Escocés (The Gruffalo)
- Escocés dórico (The Doric Gruffalo)
- Escocés gaélico (An Gruffalo)
- Escocés orcadiano (The Orkney Gruffalo)
- Escocés setelandés (The Shetland Gruffalo)
- Esloveno (Zverjasec)
- Español (El Grúfalo, o El Grufaló)
- Esperanto (La Krubalo)
- Estonio (Grühvel)
- Euskera (Grufaloa)
- Finlandés (Mörkyli)
- Francés (Gruffalo)
- Galés (Y Gryffalo)
- Gallego (O Grúfalo)
- Griego (Το Γκρούφαλο)
- Hebreo (טרופותי)
- Holandés (De Gruffalo)
- Húngaro (A graffaló)
- Irlandés (An Garbhán)
- Islandés (Greppikló)
- Italiano (Il Gruffalò; la primera edición se denominó A spasso col mostro, 'Andando con el monstruo')
- Latino (Gruffalo)
- Letón (Bubulis)
- Lituano (Grufas)
- Macedonio (Графало)
- Maltés (Il-Grufflè)
- Manés (Yn Gruffalo)
- Maori (Te Tanguruhau)
- Noruego (Gruffaloen)
- Polaco (Gruffalo)
- Portugués (O Grufalão)
- Rumano (Gruffalo)
- Ruso (Груффало)
- Serbio (Грозон)
- Sueco (Gruffalon)
- Turco (Yayazula, previamente Tostoraman)
- Ucraniano (Ґруффало)

## Adaptaciones

### Cine
El libro ha sido adaptado a un corto animado de 27 minutos de duración, el cual fue emitido por la BBC One en el Reino Unido el 25 de diciembre de 2009. El corto cuenta con la participación de Robbie Coltrane como el Grúfalo, James Corden como el ratón, Helena Bonham Carter como la narradora mamá ardilla, y Rob Brydon como la serpiente. La producción animada se desarrolló en Studio Soi en Alemania y fue producida por Magic Light Pictures. El cortometraje también tiene las voces de John Hurt como el Búho y Tom Wilkinson como el Zorro. La nominaron para los Premios Óscar por la categoría Mejor Cortometraje Animado 25 de enero de 2011. El cortometraje también fue nominado para un BAFTA en 2010.